# South Holland (Illinois)
South Holland è un comune (village) degli Stati Uniti d'America, nella Contea di Cook, nello Stato dell'Illinois.

## Storia
Il comune di South Holland deve il suo nome ai circa 1000 immigrati dell'Olanda Meridionale che nel 1846 colonizzarono tale area. Originariamente era una comunità agricola, ma che con il tempo si specializzò nell'orticoltura e nella produzione della cipolla. La città venne costruita vicino al fiume Calumet e venne chiamata de Laage Prairie, per distinguerla da un altro insediamento olandese più a nord chiamato de Hooge Prairie (oggi quartiere di Roseland di Chicago).
Nel mese di ottobre 2007, la rivista Forbes ha dichiarato South Holland il "miglior sobborgo abitabile" della zona metropolitana di Chicago.

## Geografia fisica
South Holland confina con i comuni di Harvey e Phoenix a ovest, Dolton a nord, Thornton a sud, e Calumet City e Lansing a est.